# Nosopsyllus gerbillophilus
Nosopsyllus gerbillophilus är en loppart som beskrevs av Wagner 1934. Nosopsyllus gerbillophilus ingår i släktet Nosopsyllus och familjen fågelloppor. Inga underarter finns listade i Catalogue of Life.